# Hubert Van Innis
Hubert van Innis (24. února 1866 Elewijt – 25. listopadu 1961 Zemst) byl belgický závodní lukostřelec a šestinásobný olympijský vítěz.
Prvního mezinárodního závodu v Nizozemsku se zúčastnil ve 14 letech. Lukostřelba má v Belgii velkou tradici a je to pro tuto zemi úspěšný sport na olympijských hrách, na čemž má Van Innis velký podíl.
Na olympijských hrách v Paříži v roce 1900 získal Van Innis dvě zlaté a jednu stříbrnou medaili, a stal se nejúspěšnějším lukostřelcem těchto her. O 20 let později na olympijských hrách v Antverpách v roce 1920 vyhrál ve věku 54 let další čtyři zlaté a dvě stříbrné medaile. Také zde nebyl žádný úspěšnější střelec.
Dohromady získal 9 medailí, šest zlatých a tři stříbrné, čímž se stal nejúspěšnějším olympijských účastníkem všech dob své země a také nejstarším sportovcem Belgie, který získal zlatou medaili. Jeho medailové úspěchy vyčnívají mezi všemi olympijskými účastníky.
V roce 1933 získal spolu s belgickým týmem titul mistrů světa, o rok později obsadil druhé místo.
Van Innis v profesním životě pracoval jako architekt. Byl rovněž vynikající střelec z kuše, takže mu přezdívali belgický Vilém Tell a patřil mezi doyeny tohoto sportu. Ve svém rodišti, Elewijtu, jej připomíná busta.